# Cryptanura ectypa
Cryptanura ectypa är en stekelart som först beskrevs av Cresson 1874.  Cryptanura ectypa ingår i släktet Cryptanura och familjen brokparasitsteklar. Inga underarter finns listade i Catalogue of Life.